# TLC Carrossiers
TLC Carrossiers Inc. ist ein US-amerikanischer Hersteller von Automobilen.

## Unternehmensgeschichte
Das Unternehmen wurde 1990 in Riviera Beach in Florida gegründet. 1991 begann die Produktion von Automobilen. Der Markenname lautet Talbo.

## Fahrzeuge
Das einzige Modell ist eine Nachbildung eines Talbot-Lago von 1938. Das Coupé ähnelt dem damaligen Sonderaufbau des Karosserieherstellers Figoni & Falaschi. Auf ein Fahrgestell wird eine Karosserie aus Fiberglas montiert. Bis 2001 trieb ein V8-Motor von Ford mit 5000 cm³ Hubraum und 230 PS Leistung die Fahrzeuge an. Seit 2002 kommt ein kleinerer V8-Motor mit 3900 cm³ Hubraum zum Einsatz, der entweder von Jaguar Cars oder von Lincoln stammt.
Für das Jahr 2000 ist ein Neupreis von 106.000 US-Dollar überliefert. Ende 2016 lag der Preis bei 170.000 Dollar.